# Себастос

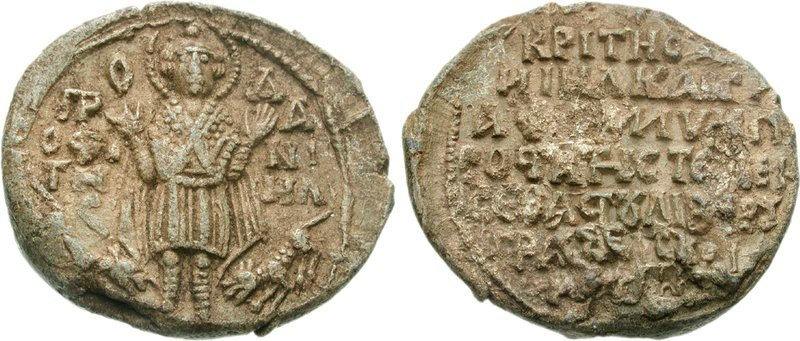
Печатка севастоса Лівероса, XIII/XIV ст.

Себастос або Севастос (грец. σεβαστός, досл. «Поважний», «Величний» «Священний») — почесним титул, гоноратив, який використовували в Стародавній Греції. Був еквівалентом й перекладом римського імператорського титулу Август. Жіноча форма титулу була себаста (σεβαστή).
Починаючи з кінця XI століття, у період правління династії Комнінів, титул Себастос та похідні від нього варіанти: себастократор, протосебастос, пангіперсебастос та себастогіпертатос лягли в основу нової системи придворних титулів Східної Римської імперії.
«Себастос» також став основою назви міста Севастополь: Σεβαστος — «вельмишановний, священний» та πολις — «місто». Себастополь — «найясніше місто», «імператорське місто».

## Історія
Термін «Себастос» виникає на Елліністичному Сході з I століття н. е. як почесний титул для римських імператорів, що був аналогом і перекладом латинського титулу «Август». Також будували храми, наприклад, храм Себаста в Ефесі присвячений династії Флавіїв, та називали міста на честь римських імператорів: Сібастія, Себаст тощо.
Титул був відроджений в середині XI століття у Східній Римській імперії. Спочатку у жіночій формі себастія — імператором Костянтином IX Мономахом (правління 1042—1055 рр.) для своєї позашлюбної дружини Марії Склераїни, якій він надав квазіімператорські відзнаки. Після цього деякі особи імператорського роду також були титуловані як себасти: Костянтин Керуларіос, Ісаак Комнін та його брат, майбутній імператор Олексій I Комнін.
Коли Олексій І посів візантійський престол у 1081 році, він взявся за реорганізацію старої системи придворних титулів. Використовуючи «Себастос» як основу для нового списку титулів, які в першу чергу говорили б про сімейну близькість його носія до імператора. Таке використання титулатури наблизило імператорських родичів до верхівки придворної ієрархії і зробило їх, за словами історика Поуля Магдалино, «швидше за партнерів імператорської влади, ніж її виконавців».
Після цього більш як 90 % себастів були представниками правлячої династії. На основі титулу «себастос» сформовано цілу низку титулів — себастократор, себастос, протосебастос, пангіперсебастос, себастогіпертатос і протосебастогіпертатос. Титули набували зазвичай або через кровну спорідненість, або внаслідок шлюбу.
Поступово виник цілий клас нової сімейної аристократії. Внаслідок сильного розповсюдження титулу, при імператорі Мануїлі I Комнені (1143—1180) був створений новий клас сановників для племінників та двоюрідних братів імператора, а себастоси були виведені на ступінь нижче них, як один з представників вищої аристократії. Пізніше себастоси були розділені на дві групи: прості себастої та себастоси гамброси (sebastoi gambroi).
Гамброс означає «зять» грецькою мовою. Це були члени різних шляхетських родин, пов'язаних із імператором через шлюб із його родичками-жінками. Таким чином, sebastoi gambroi утворив один з вищих шарів класу sebastos, але його не слід плутати з імператорськими gambroi — зятями імператора, які були ще вищими в ієрархії, розташувавшись над кузенами та племінники і трохи нижче севастократорів.
Титул pansebastos зустрічається на печатках і написах відповідності періоду. Проте слід розуміти, що серед візантійських себастосів їхній пріоритет та вищість визначався не стільки титулом, який вони могли мати, а ступенем спорідненості й близкості з імператором.
Цей процес змінив саму природу візантійської аристократії з домінуванням цілого класу імператорських родичів, що відсунули у бік традиційну римську адміністративну систему та вищу офіційну владу, що складала Сенат. Цей крок ще більше ізолював імператорську родину не лише від простого народу, але й від кваліфікованих управлінців та державних діячів, що не були у родинних зв'язках з імператором.
У XII столітті у Східній Римській імперії, окрім представників різних аристократичних сімей, що поріднилися з імператором за допомогою шлюбу з його родичами, титул почали також присвоювати іноземним правителям і він поширився на сусідні держави під візантійським впливом. В Болгарії Себастій був головою адміністративної області, а в Сербії титул застосовувався до різних високопосадових осіб. Також титул Себаста був наданий Торосу II, правителю Кілікійської Вірменії.
У самій Візантії титул себастоса втратив свою значимість в кінці XII ст., а в наступні століття ними стали називатися командувачі етнічних частин імперії.
В епоху Палеологів в ієрархії архонти ділилися на три класи, і себасти належали до останнього (77 з 80).
У «Трактаті про посади» Псевдо-Кодина (XIV ст.) себастос зайняв один з найнижчих щаблів імператорської ієрархії, маючи 78-е місце між друнгарієм та миртайтом (myrtaïtes). Крім того, чиновники рангом нижче 49-ї сходинки ієрархічної градації не розділені автором на будь-які групи. Також з 80 чинів у 27, включаючи себастів, не було звання або спеціальної служби.